# Tracks (film, 2013)
Pour l’article homonyme, voir Tracks.
Pour plus de détails, voir Fiche technique et Distribution.
Tracks est un film d'aventure biographique australien de John Curran sorti en 2013.
Il s'agit d'une adaptation des mémoires de Robyn Davidson, une Australienne qui, en 1977, à l'âge de 27 ans, a parcouru 2 700 kilomètres (1 700 miles) à travers le désert australien, depuis la ville d'Alice Springs jusqu'à l’océan Indien.

## Synopsis
Dans les années 1970, Robyn Davidson traverse l'Australie accompagnée de son chien et de quatre chameaux en direction de l'Océan Indien. Rick Smolan, un photographe du National Geographic, fait un reportage sur son voyage.

## Fiche technique
- Titre original : Tracks
- Titre français :
- Titre québécois :
- Réalisation : John Curran
- Scénario : Marion Nelson
- Direction artistique :
- Décors :
- Costumes : Marriott Kerr
- Photographie : Mandy Walker
- Son :
- Montage : Alexandre de Franceschi
- Musique : Garth Stevenson
- Production : Iain Canning et Emile Sherman
- Société(s) de production : See-Saw Films
- Société(s) de distribution : Transmission (Australie)
- Budget :
- Pays d'origine : Australie
- Langue originale : Anglais
- Format : couleur -
- Genre : Aventure et biopic
- Durée : 112 min
- Dates de sortie : 
  -  Italie : Mostra de Venise 2013

## Distribution

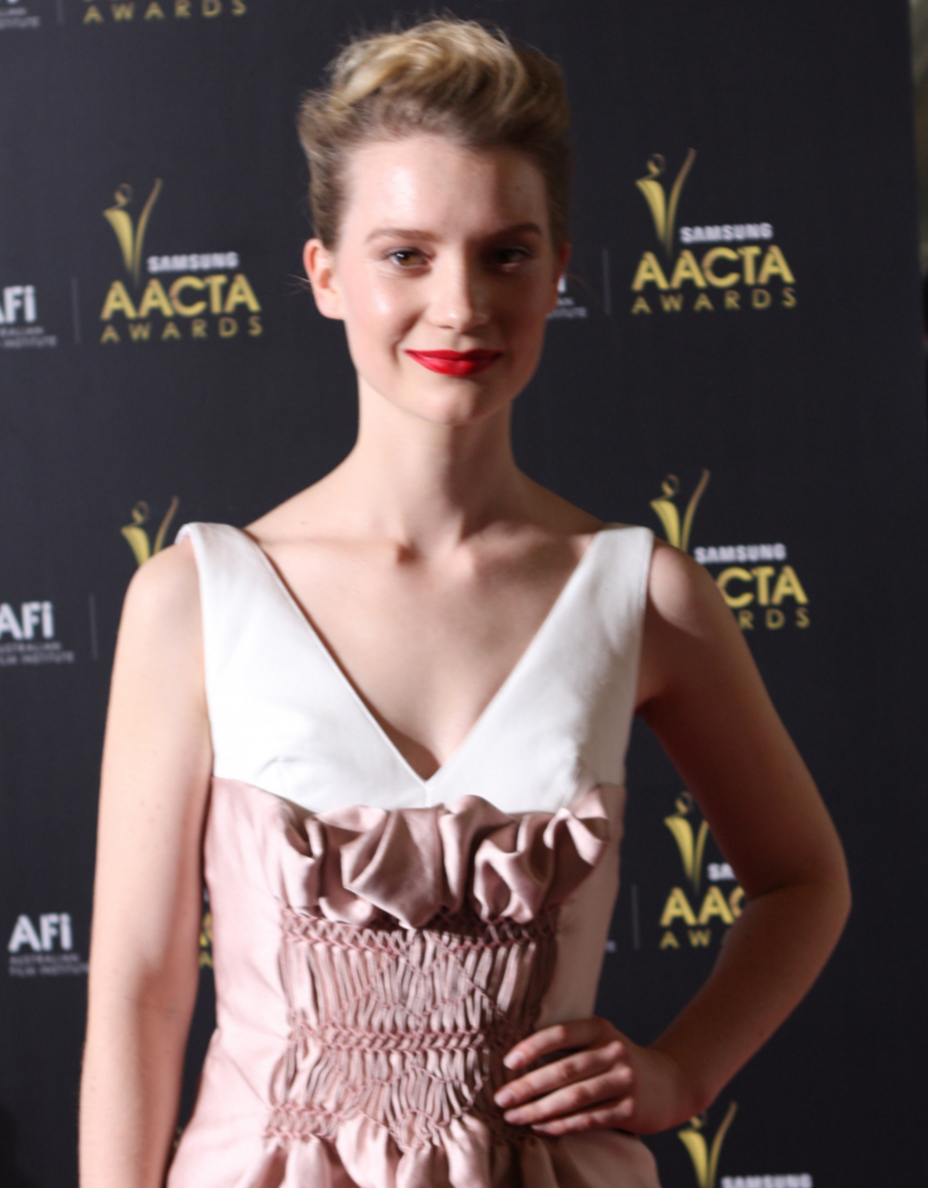
L'actrice principale Mia Wasikowska, nommée aux AACTA Awards 2012 pour sa performance.

- Mia Wasikowska : Robyn Davidson
- Adam Driver : Rick Smolan
- Lily Pearl : Robyn Davidson jeune
- Emma Booth : Marg
- Rainer Bock : Kurt
- Jessica Tovey : Jenny
- Rolley Mintuma : M. Eddy
- Brendan Maclean : Peter
- John Flaus : Sallay
- David Pearce : David
- Ryan MacMillan : Bob
- Tim Rogers : Glendle

## Distinctions

### Sélections
- Festival du film de Londres 2013
- Festival international du film de Toronto 2013 : sélection « Special Presentations »
- Festival international du film de Vancouver 2013
- Mostra de Venise 2013 : sélection en compétition officielle

### Nominations
- Gotham Awards 2014 : meilleure actrice pour Mia Wasikowska